# Stenostephanus reflexiflorus
Stenostephanus reflexiflorus är en akantusväxtart som först beskrevs av Emery Clarence Leonard, och fick sitt nu gällande namn av John Richard Ironside Wood. Stenostephanus reflexiflorus ingår i släktet Stenostephanus och familjen akantusväxter. Inga underarter finns listade i Catalogue of Life.